# テスファルデト・テキエ
テスファルデト・シモン・テキエ（Tesfaldet Simon Tekie , 1997年7月4日 - ）は、エリトリア・アスマラ出身のスウェーデン人サッカー選手。ハンマルビーIF所属。ポジションはMF。

## クラブ経歴
1997年にエリトリアで生まれ、9歳の時に家族と共にスウェーデンに移住。2013年にIFKノルシェーピンと契約。すぐさまIFシルヴィアへのローン移籍となり、2014年4月21日のIFKルレオ戦でプロデビュー。2015年シーズンにIFKノルシェーペンに復帰し、2016年シーズンはリーグ戦26試合に出場した。
2017年1月19日、ベルギー・ファースト・ディビジョンAのKAAヘントと2021年までの4年契約を締結。しかし、ヘントでは公式戦不出場に終わり、2018年から2年間はローン移籍で母国リーグのエステルスンドFKでプレー。
2019年9月9日、フォルトゥナ・シッタートと2年契約を締結した。
2022年9月8日、エールディヴィジのゴー・アヘッド・イーグルスにフリーで加入し、1年契約を結んだ。
2023年2月9日、ハンマルビーIFに移籍した。

## 代表経歴
2017年からユース世代のスウェーデン代表でプレー。2019年1月11日のアイスランドとの親善試合でフル代表初出場を果たした。